# Andratx
Andratx (hiszp. Andrach)  – miasto w Hiszpanii, we wspólnocie autonomicznej Baleary, na Majorce. W 2008 liczyło 10 939 mieszkańców.